# Гептафторксенат цезия
Гептафторксенат(VI) цезия — CsXeF7, неорганическое комплексное соединение цезия, имеющее ионное строение: (Cs+)(XeF7−). Соединение благородного газа ксенона.

## Получение
Получают реакцией фтора с ксеноном в присутствии фторида цезия при нагревании под давлением.

## Свойства
Желтое твердое вещество, устойчивое при комнатной температуре. Очень сильный окислитель.
При нагревании до 50 С разлагается с выделением гексафторида ксенона и образованием октафторксената(VI) цезия. 
{\displaystyle {\mathsf {2CsXeF_{7}\rightarrow Cs_{2}XeF_{8}+XeF_{6}}}}

## Применение
Используется для выделения гексафторида ксенона из реакционной смеси.